# Hanna Göransson
Hanna Göransson, född 1983, är en svensk sångerska från Orust, mest känd som en av medlemmarna i popduon Cat5 tillsammans med Christina Roos. Hon var tidigare med i The Light Bulb Project och var dessförinnan ena halvan av popduon Elle Visuelle som senare drevs av Hanna Göransson själv. Hon har därefter varit soloartist under namnet Hanna Lovisa och därefter Hanna.